# 北オホーツク
北オホーツク（きたオホーツク）は、北海道の道北、オホーツク海側の北部地域を指す地域名称である。主に、北から稚内市（オホーツク海側）、猿払村、浜頓別町、枝幸町、つまり宗谷総合振興局管内地域が該当する。枝幸、浜頓別、猿払の各町村にわたる総面積3927haが北オホーツク道立自然公園に指定されており、湖沼、湿地、原生花園などの自然が守られている。

## 地理
北オホーツクは、亜寒帯に属する北海道の、その北東部に位置し、オホーツク海側に面した厳しい風土の地域である。
明治以降、入植、開拓が行われるも、湿地帯が広がる痩せた土地や寒冷な気候は稲作、畑作等には適さず、離農者が相次いだ。こうした事情などから、集落らしい集落は各町内の漁港近くや浜頓別町及び枝幸町中心部に見られる程度であり、大部分は酪農地、荒涼とした原野、湿地、沼などである。
冬季、1月中旬から下旬には、オホーツク海沿岸に流氷が到来し、おおむね3月末頃の海明けまで、海岸に接岸したり近海に去ったりを繰り返しながら、沿岸を覆う。流氷の時期、とくに接岸して水面が完全に隠れるようになると、氷原の様相を呈し、陸地部分の気温も一段と下がる。
その荒涼とした海岸（北オホーツク海岸）は、「日本の秘境100選」に選ばれている。

## 自然
北オホーツクには、ほぼ自然のままの沼や原生花園が残る。浜頓別町にはクッチャロ湖、猿払原野には浅茅野湿地、モケウニ沼、カムイト沼などがある。一帯は低層湿原や中間湿原の様相で、ヒオウギアヤメ、ワタスゲなど確認できる。なかでも猿払原野は、日本の重要湿地500に選定されている。
浜頓別町のクッチャロ湖は、コハクチョウの越冬地として著名である。流氷の季節には特別天然記念物であるオジロワシ、オオワシなどが越冬のために飛来する。
魚類は、天然のイトウが生息する。

### 北オホーツク道立自然公園

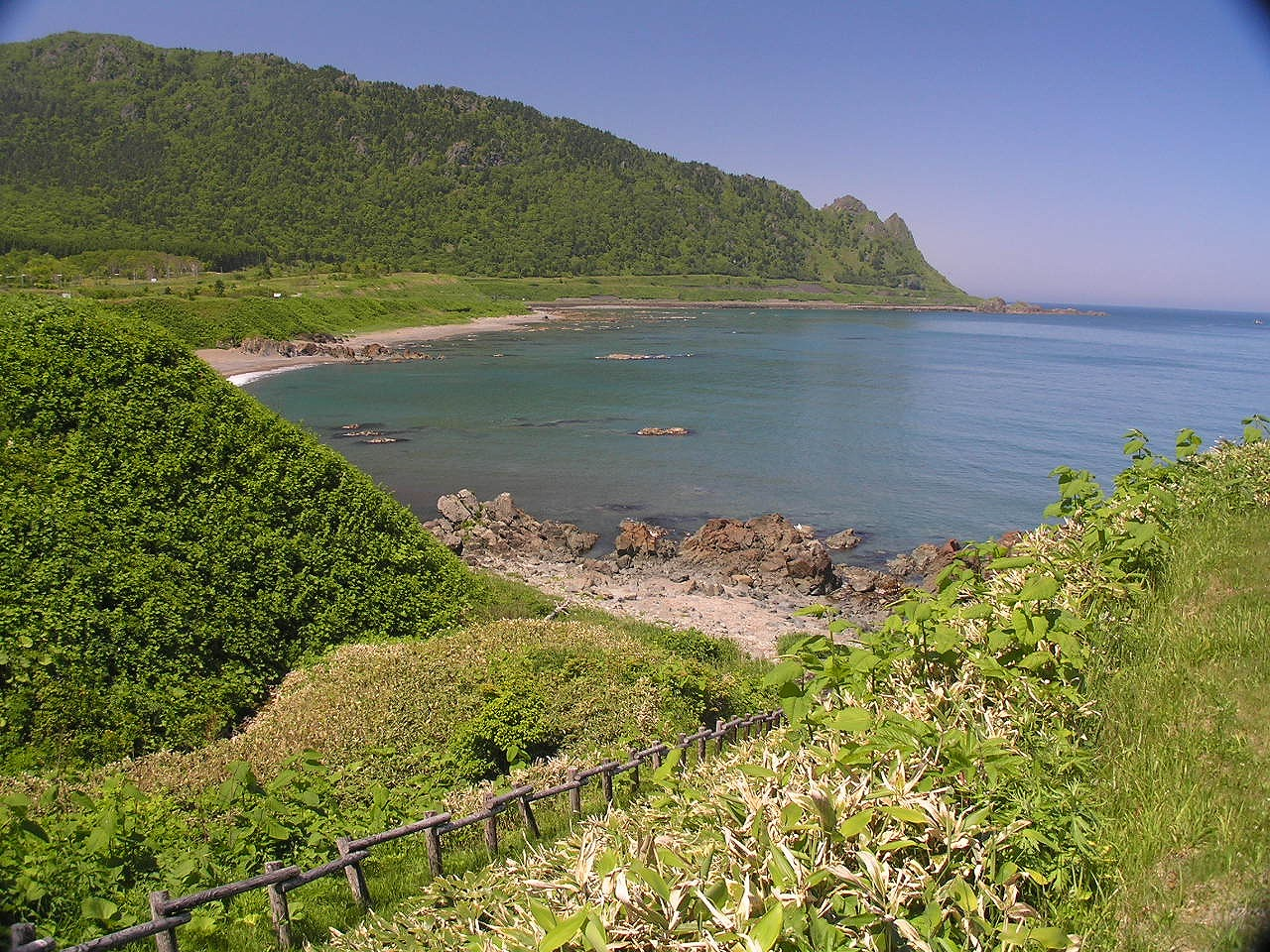
北見神威岬公園より望む北見神威岬とオホーツク海

北オホーツク道立自然公園が北海道によって指定されたのは1968年（昭和43年）のことである。域内には、北オホーツク地域の湖沼（クッチャロ湖、カムイト沼、モケウニ沼等）やエサヌカ原生花園、ベニヤ原生花園などの自然植物群落などがある。花の季節、とくに6月から8月には、猿払村のエサヌカ原生花園では、ハマナス、エゾスカシユリなどの高山性植物が咲く。エサヌカ原生花園の群落では、150種類以上の高山性・北方性植物を見ることができる。原生花園以外でも、路傍や原野その他各所で高山性の植物が咲いているのが見られる。
このほか、比較的単調な海岸線が続く北オホーツクにあって、険しい海岸線をみせる北見神威岬（枝幸町）やウスタイベ千畳岩（枝幸町）などの奇景も北オホーツク道立自然公園に含まれる。

## 産業
農業は、広大な天北原野の一部であるこの北オホーツクの原野に、明治期以降入植、開拓が行われてきたが、その厳しい気候と畑作・稲作に適さない土壌により、離農が相次いだ。入植当初から昭和50年頃まで、枝幸町歌登地区、中頓別町などでは馬鈴薯の栽培が盛んであったが、徐々に酪農に移行し、現在は酪農に特化している。猿払村では1963年酪農業に特化し、現在は酪農が盛んである。
漁業もさかんである。江戸時代後期から明治期にかけてはニシン漁が盛んであったが、乱獲により資源が枯渇し衰退した。現在は、漁場の育成や孵化・育成などを行い、漁業規制を設けるなどした結果、ホタテガイ、ケガニ、タラバガニ、サケ、マスなどが豊富にとれるようになった。特に、ホタテガイ、ケガニ、サケの水揚高は、日本有数である。
第二次世界大戦中は、猿払村浅茅野地区に浅茅野飛行場が建設されたが、軍用飛行場であったため終戦と同時に放棄された。

### ゴールドラッシュ
1898年（明治31年）、枝幸のパンケナイ、ウソタンナイ、ペーチャン川等で砂金が発見される。この砂金を求めて、砂金掘りたちが枝幸に集まり、さながらゴールドラッシュのような賑わいを見せ、集落が形成されることとなった。
しかし、このゴールドラッシュは4年程度で衰退し、砂金掘りは南の雄武や紋別（鴻之舞）などに移っていった。
現在では、浜頓別町内のウソタンナイ（ウソタン川）に、浜頓別町営のウソタンナイ砂金採掘公園が整備されており、砂金掘り体験やキャンプができるようになっている。

## 観光

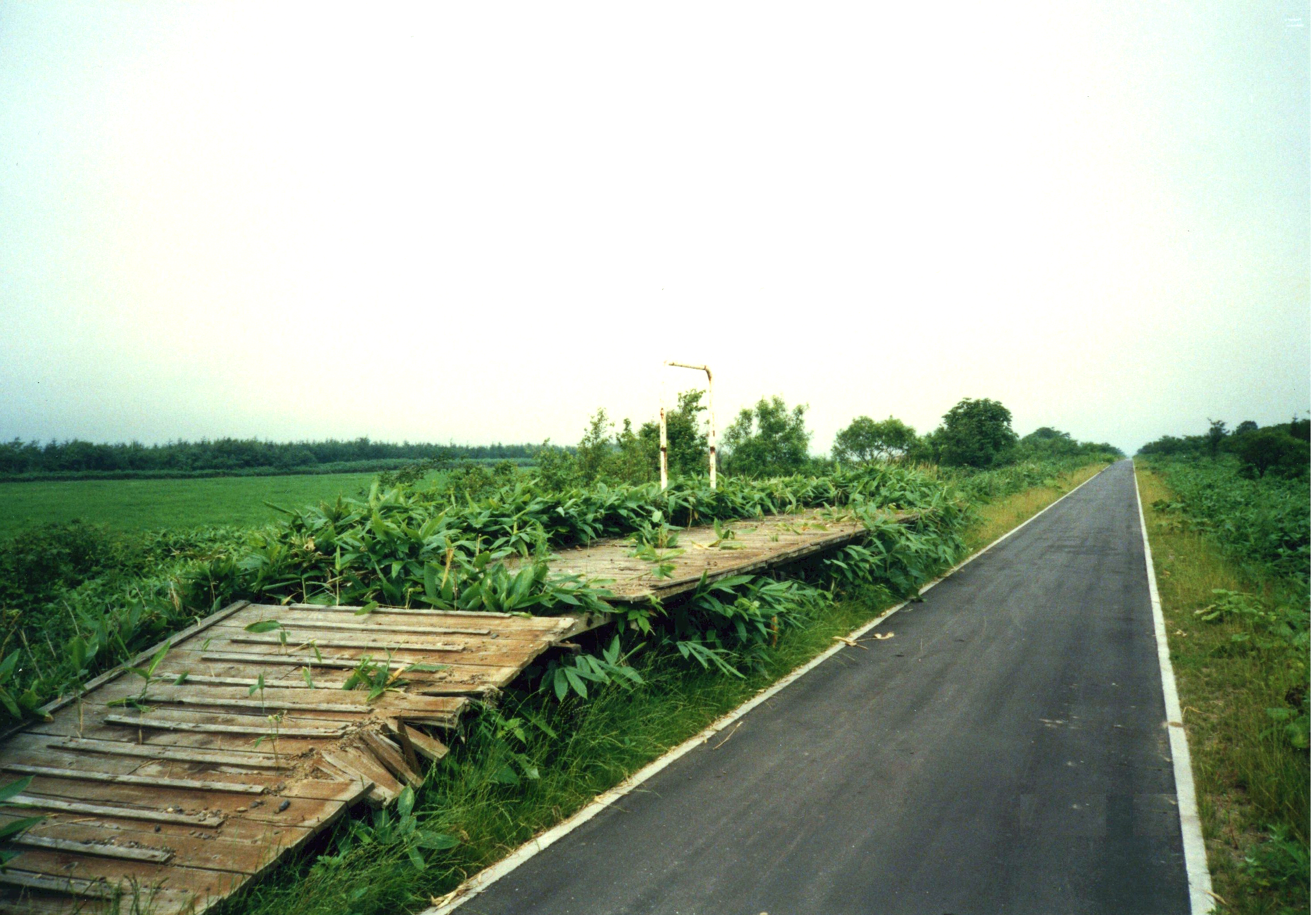
浜頓別～猿払間のサイクリングロード。猿払村浅茅野、飛行場前駅跡。1993年。

当地域にはパッケージツアー等で来訪する観光客などを大規模に集客できる観光資源等はほとんどなく、湿地や原生花園などの観光資源も観光客向けの開発整備はされていない。反面、整備されていない、もしくは大規模に開発されていない景観や自然を楽しむことは可能である。流氷の接岸する時期は、流氷に覆われ氷原となった海の茫漠とした景観自体が観光資源であり、沿岸の国道238号を観光バスが走ることもある。1980年代末までは、北オホーツクの北見枝幸～鬼志別間には、国鉄興浜北線、天北線があり、オホーツク海を車窓から楽しむことができたが、現在これらの鉄道路線は廃止されている。
流氷は観光資源にもなり、集客力のある網走市、ウトロ、紋別市などで砕氷船や流氷に親しむアウトドアメニューが提供されているが、観光地としての集客力を持つ都市のない北オホーツクでは、一般観光客向けのアクティビティはほとんど提供されていない。
北オホーツクでは、流氷以外の自然景観も観光資源である。おおむねなだらかな海岸線を形成している北オホーツクにあって、枝幸町の北見神威岬付近は山塊が海岸線に迫る険しい地形となっており、斜内山道といわれる高みからオホーツク海を見渡すことができる。国道は岬部分を北オホーツクトンネルで通過するが、トンネル出入口脇に海岸線に沿った旧国道があり、旧国道沿いの公園からオホーツク海を見渡すことが可能である。また、付近にはウスタイベ千畳岩と呼ばれる奇勝がある。
花の季節には、エサヌカ原生花園、ベニヤ原生花園などで高山植物の群落が花を咲かせ観光客らの目を楽しませる。
浜頓別町のクッチャロ湖は、静謐な景色とともに、冬季コハクチョウの越冬地として著名である。また、湖畔にははまとんべつ温泉ウィング、浜頓別サイクリングターミナルが設置されている。この浜頓別町から猿払村にかけては、旧JR天北線の線路跡がサイクリングロード(現在通行止め)に転用されており、花の季節には道路脇の花々を楽しみながら走れ、雪の季節は圧雪整備され歩くスキーができる。サイクリングロード沿道や近隣にはカムイト沼、モケウニ沼などがあり、沼や湿地帯をめぐることもでき、また、道路脇の飛行場前駅跡や鉄道標識など、天北線の遺構を見ることもできる。
各地で博物館や歴史資料館等の整備がなされており、地域の成り立ちや文化などを学ぶ観光客も多い。

## 交通
国道238号が主要道路である。鉄道はなく、公共交通は宗谷バスが担う。このバスは、かつての天北線及び興浜北線の代替バスである。天北線は、かつては旭川から稚内に向かう宗谷本線として建設された鉄道で、中川郡音威子府村の宗谷本線音威子府駅から浜頓別町の浜頓別駅へ出て海岸を北上し、猿払からは内陸の沼川駅を通って南稚内駅に至っていたが、1989年に廃止され、線路跡は一部がサイクリング道路や一般道となっている。
また、浜頓別～北見枝幸間には、かつて国鉄興浜北線があったが、これも廃止され、並行する国道238号線に代替バス（宗谷バス）が設定された。興浜北線は北見神威岬を回る斜内山道を通り、オホーツク海や流氷を鑑賞できたが、南線（雄武駅～興部駅）ともども1985年に廃止された。
斜内山道から北は浅瀬・岩礁があり、船舶交通の障碍となっている。1939年（昭和14年）12月には、マガダンより樺太東沖を通り宗谷海峡経由でウラジオストックに向かっていたソ連の船舶インディギルカ号が嵐にもまれて猿払村沖トド岩で座礁、折からの嵐と酷寒の海に飲まれた乗船者700名以上が死亡する事故が発生した。